# De Derde Brug
De Derde Brug is een ophaalbrug over de Angstel in het Nederlandse dorp Abcoude, gemeente De Ronde Venen.
De Derde Brug te Abcoude, zoals de naam officieel is, ligt in de Meerlandenweg bij de kruising met de Amsterdamsestraatweg en de Voordijk. De brug wordt ter plekke bediend vanuit een brugwachtershuisje aan de zuidzijde. Hij maakt deel uit van de centrumring en werd op 12 mei 2010 voor het verkeer opengesteld. De pure aanleg, zonder planningskosten en dergelijke, heeft ruim 2,2 miljoen euro gekost.
De naam van de brug geeft aan dat het in Abcoude de derde brug over de Angstel is. De bruggen over het Gein zijn dus niet geteld. Van de drie ligt deze het dichtst bij het Abcoudermeer, hemelsbreed op 400 meter. De andere twee zijn de Heinkuitenbrug voor fietsers en de Hulksbrug. Tot 11 december 2016 reed Connexxion-buslijn 126 over de brug.

## Voorgeschiedenis
De Derde Brug was al in 1968 in een bestemmingsplan opgenomen en is bedoeld om het doorgaande verkeer om het centrum van Abcoude heen te laten rijden en daarmee de Hoogstraat te ontlasten. In 1974 was er een andere locatie in beeld, bij het Amsterdams koffiehuis, honderd meter verder van het Abcoudermeer. Uit vrees voor de leefbaarheid van de omliggende wijken vanwege de verkeerssituatie was er toen al verzet tegen de brugplannen; dit heeft jaren aangehouden.

## Kenmerken
De brug is 19 meter lang, 14 meter breed en 6,5 meter hoog. De ontwerpers ipv Delft zochten een hedendaagse interpretatie van de andere Abcoudse bruggen, wat naar voren komt in de lijf-flensconstructie van de twaalf meter lange balanspriemen waar het contragewicht aan hangt. De hameitorens zijn niet verbonden; de noordelijke huisvest de machinerie, de zuidelijke is het brugwachtershuisje. Het ophaalmechaniek is zichtbaar.

## Bediening
De bediening is vrij van bruggeld, maar de gemeente geeft een wachttijd tot een half uur aan, na druk op een rode knop. Rond de zomerperiode is er elke dag bediening verdeeld over drie perioden. In de winter is er alleen op werkdagen elke dag één langere periode bediening, maar alleen als er een dag tevoren een telefonische aanvraag is gedaan. Deze voorwaarden waren in 2017 en 2024 identiek.